# Lupiac
Lupiac – miejscowość i gmina we Francji, w regionie Oksytania, w departamencie Gers.
Według danych na rok 1990 gminę zamieszkiwało 356 osób, a gęstość zaludnienia wynosiła 10 osób/km² (wśród 3020 gmin regionu Midi-Pireneje Lupiac plasuje się na 715. miejscu pod względem liczby ludności, natomiast pod względem powierzchni na miejscu 214.).